# Пасадена (Ньюфаундленд і Лабрадор)
Пасадена (англ. Pasadena) — містечко в Канаді, у провінції Ньюфаундленд і Лабрадор.

## Населення
За даними перепису 2016 року, містечко нараховувало 3620 осіб, показавши зростання на 8,0%, порівняно з 2011-м роком. Середня густина населення становила 73,6 осіб/км².
З офіційних мов обидвома одночасно володіли 100 жителів, тільки англійською — 3 520. Усього 15 осіб вважали рідною мовою не одну з офіційних.
Працездатне населення становило 55,1% усього населення, рівень безробіття — 15,7% (19,9% серед чоловіків та 12,5% серед жінок). 94,4% осіб були найманими працівниками, а 4,7% — самозайнятими.
Середній дохід на особу становив $47 465 (медіана $38 201), при цьому для чоловіків — $62 621, а для жінок $33 318 (медіани — $49 824 та $27 936 відповідно).
25% мешканців мали закінчену шкільну освіту, не мали закінченої шкільної освіти — 15%, 60,1% мали післяшкільну освіту, з яких 31% мали диплом бакалавра, або вищий, 10 осіб мали вчений ступінь.
| Статево-вікова структура населення | Статево-вікова структура населення | Статево-вікова структура населення | Статево-вікова структура населення | Статево-вікова структура населення |
| ---------------------------------- | ---------------------------------- | ---------------------------------- | ---------------------------------- | ---------------------------------- |
|                                    |                                    |                                    |                                    |                                    |
| Всього                             | Всього                             | 49,0%51,0%                         |                                    |                                    |
| 0 — 14 років                       | 0 — 14 років                       |                                    | 14,8%                              | 14,8%                              |
| 15 — 64 років                      | 15 — 64 років                      |                                    | 64,3%                              | 64,3%                              |
| 65 і більше                        | 65 і більше                        |                                    | 20,9%                              | 20,9%                              |
| 85 і більше                        | 85 і більше                        |                                    | 1,1%                               | 1,1%                               |
| Середній вік (років)               | Середній вік (років)               | 43,944,8                           | 44,3                               | 44,3                               |
| Медіана (років)                    | Медіана (років)                    | 48,047,6                           | 47,8                               | 47,8                               |
| — чоловіки — жінки                 |                                    |                                    |                                    |                                    |

| Походження мешканців:     | Походження мешканців:     | Походження мешканців: | Походження мешканців: | Походження мешканців: |
| ------------------------- | ------------------------- | --------------------- | --------------------- | --------------------- |
| Походження                |                           |                       | осіб                  | %                     |
| Корінні американці        | Корінні американці        |                       | 740                   | 20.44%                |
| Інше північноамериканське | Інше північноамериканське |                       | 1 865                 | 51.52%                |
| Європейське               | Європейське               |                       | 2 115                 | 58.43%                |
| британське                | британське                |                       | 1 990                 | 54.97%                |
| французьке                | французьке                |                       | 265                   | 7.32%                 |
| українське                | українське                |                       | 15                    | 0.41%                 |
| Азійське                  | Азійське                  |                       | 15                    | 0.41%                 |

| Зайнятість населення за галузями (за класифікацією NOC): | Зайнятість населення за галузями (за класифікацією NOC): | Зайнятість населення за галузями (за класифікацією NOC): | Зайнятість населення за галузями (за класифікацією NOC): | Зайнятість населення за галузями (за класифікацією NOC): |
| -------------------------------------------------------- | -------------------------------------------------------- | -------------------------------------------------------- | -------------------------------------------------------- | -------------------------------------------------------- |
|                                                          |                                                          |                                                          |                                                          |                                                          |
| Управління                                               | Управління                                               |                                                          | 12,3%                                                    | 12,3%                                                    |
| Бізнес, фінанси та адміністрування                       | Бізнес, фінанси та адміністрування                       |                                                          | 10,5%                                                    | 10,5%                                                    |
| Природничі та прикладні науки                            | Природничі та прикладні науки                            |                                                          | 8,7%                                                     | 8,7%                                                     |
| Охорона здоров'я                                         | Охорона здоров'я                                         |                                                          | 8,4%                                                     | 8,4%                                                     |
| Освіта, правозахист, муніципальні та урядові служби      | Освіта, правозахист, муніципальні та урядові служби      |                                                          | 13,8%                                                    | 13,8%                                                    |
| Мистецтво, культура, відпочинок та спорт                 | Мистецтво, культура, відпочинок та спорт                 |                                                          | 1,2%                                                     | 1,2%                                                     |
| Роздрібна торгівля та послуги                            | Роздрібна торгівля та послуги                            |                                                          | 21,3%                                                    | 21,3%                                                    |
| Гуртова торгівля, транспорт та обладнання                | Гуртова торгівля, транспорт та обладнання                |                                                          | 20,7%                                                    | 20,7%                                                    |
| Природні ресурси, сільське господарство                  | Природні ресурси, сільське господарство                  |                                                          | 2,1%                                                     | 2,1%                                                     |
| Виробництво                                              | Виробництво                                              |                                                          | 1,5%                                                     | 1,5%                                                     |

## Клімат
Середня річна температура становить 4°C, середня максимальна – 19,8°C, а середня мінімальна – -13,2°C. Середня річна кількість опадів – 1 005 мм.
| Клімат поселення                              | Клімат поселення | Клімат поселення | Клімат поселення | Клімат поселення | Клімат поселення | Клімат поселення | Клімат поселення | Клімат поселення | Клімат поселення | Клімат поселення | Клімат поселення | Клімат поселення | Клімат поселення |
| Показник                                      | Січ.             | Лют.             | Бер.             | Квіт.            | Трав.            | Черв.            | Лип.             | Серп.            | Вер.             | Жовт.            | Лист.            | Груд.            |                  |
| Середній максимум, °C                         | −2,26            | −3,1             | 0,89             | 6,36             | 11,33            | 16,31            | 19,81            | 19,79            | 15,16            | 9,76             | 4,96             | −0,64            |                  |
| Середня температура, °C                       | −7,32            | −8,17            | −4,17            | 1,29             | 6,27             | 11,23            | 16,40            | 16,39            | 11,74            | 6,34             | 1,56             | −4,04            |                  |
| Середній мінімум, °C                          | −12,38           | −13,23           | −9,24            | −3,78            | 1,21             | 6,17             | 13,00            | 12,99            | 8,35             | 2,94             | −1,85            | −7,44            |                  |
| Норма опадів, мм                              | 91               | 67               | 60               | 64               | 68               | 79               | 85               | 105              | 100              | 105              | 89               | 92               |                  |
| Середньомісячна швидкість вітру, м/с          | 4.27             | 4.01             | 4.11             | 3.95             | 3.60             | 3.40             | 3.20             | 3.20             | 3.41             | 3.60             | 3.90             | 4.10             |                  |
| Середньомісячна сонячна радіація, кДж/м²·день | 3576             | 6579             | 10860            | 14465            | 17709            | 19165            | 18660            | 15783            | 11668            | 6971             | 3835             | 2683             |                  |
| --------------------------------------------- | ---------------- | ---------------- | ---------------- | ---------------- | ---------------- | ---------------- | ---------------- | ---------------- | ---------------- | ---------------- | ---------------- | ---------------- | ---------------- |
| Джерело:                                      |                  |                  |                  |                  |                  |                  |                  |                  |                  |                  |                  |                  |                  |